# Église Notre-Dame-de-l'Annonciation du Blanc-Mesnil
Pour les articles homonymes, voir Église Notre-Dame-de-l'Annonciation.
L'église Notre-Dame située 35, avenue de la République au Blanc-Mesnil est une église de Seine-Saint-Denis affectée au culte catholique.

## Historique

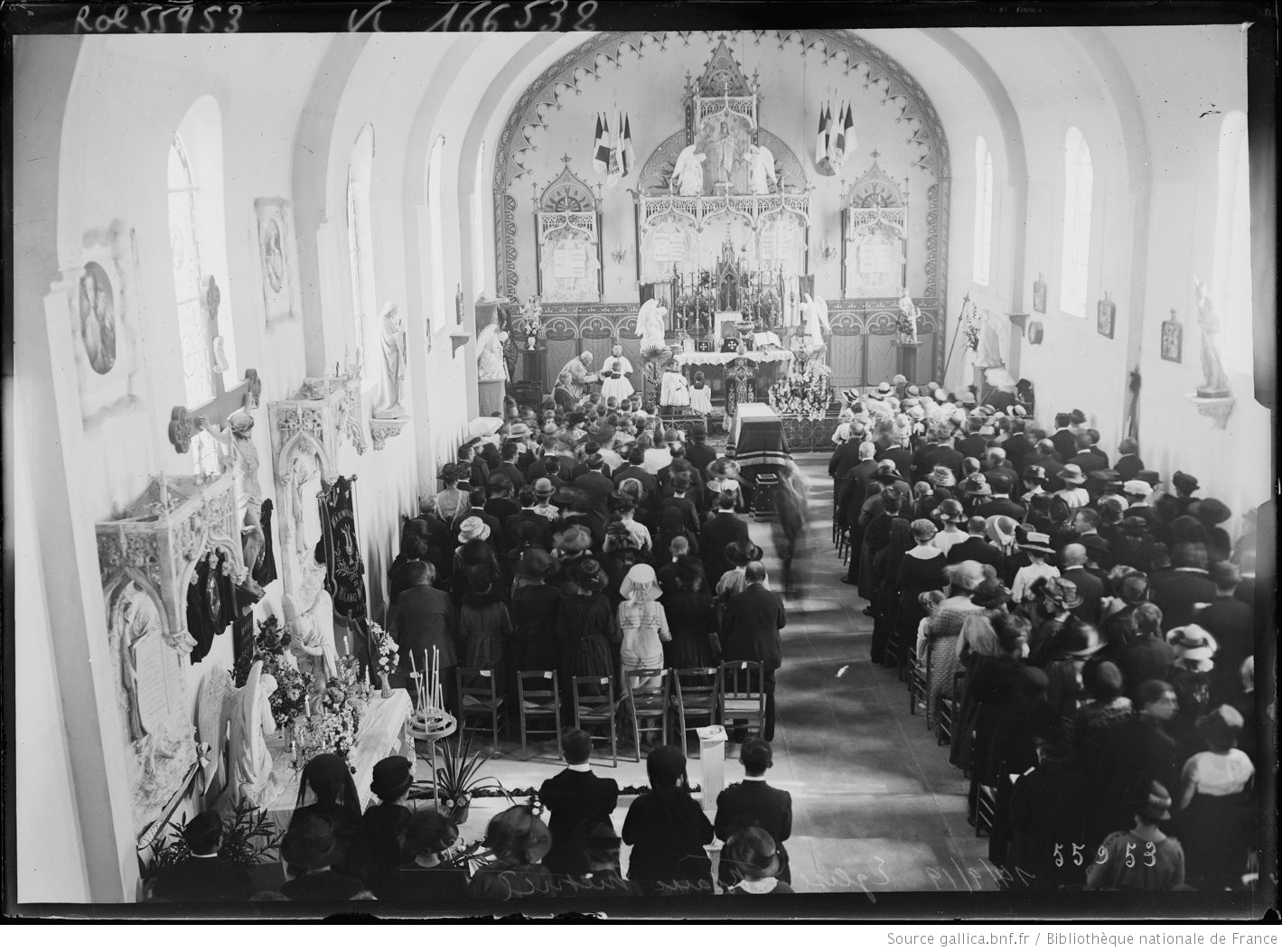
Inauguration après les travaux de restauration, le 14 septembre 1919, par Mgr Gibier.

Elle tient son nom d'une ancienne chapelle construite en 1353 à proximité de la ferme Notre-Dame, rattachée à la paroisse de Dugny et protégée par la corporation des orfèvres de Paris. 
Une légende raconte que Jeanne d'Arc, après être allée prier dans cette chapelle, serait venue se reposer sous l'un des arbres du domaine de la ferme, appelé, des siècles durant, l'arbre de Jeanne d'Arc. 
Cette chapelle est le lieu de pèlerinage deux fois par an des orfèvres parisiens du XIVe au XVIIe siècle. Le roi Jean II le Bon y est venu en pèlerinage, un cierge à la main, en action de grâce et pour remercier la corporation des orfèvres d'avoir contribué à payer la rançon de sa libération des Anglais. L'église est remplacée par une église au XVIe siècle. Cette église est démolie en 1823, et une modeste chapelle est construite en 1871. Le bâtiment actuel date de 1912, alors que la population du Blanc Mesnil est en pleine expansion. 
Elle est frappée par un obus tiré par la Grosse Bertha, le 24 mars 1918 en pleine messe des Rameaux, qui fait 7 victimes et 22 blessés à l'intérieur. Le président de la République Raymond Poincaré rendra visite aux survivants. Un siècle plus tard, une plaque commémorative est dévoilée. 
L'église est agrandie en 1959.

## Description

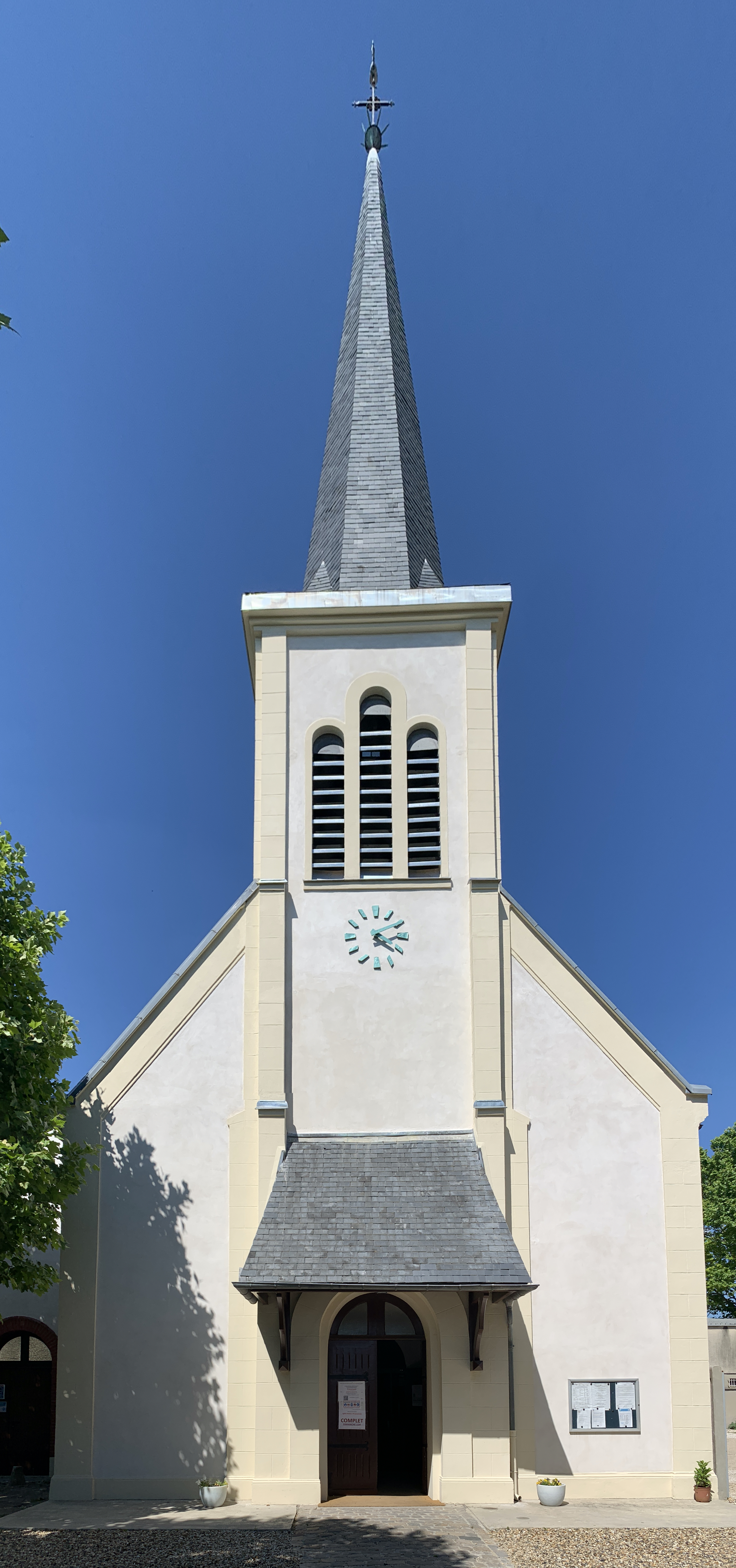
L'église en 2020.

Elle se présente sous la forme d'une église néogothique très simple, à nef unique avec un clocher-porche à haute flèche et un bas-côté ouest agrandi. Le portail d'entrée est protégé par un petit auvent.